# Campionat del Món de Clubs de futbol 2012
El Campionat del Món de Clubs de futbol 2012 és una competició de futbol organitzada per la Federació Internacional de Futbol Associació (FIFA) que se celebra al Japó durant el mes de desembre de 2012.
Els equips de futbol que resulten campions a cadascuna de les sis confederacions de la FIFA juguen un torneig amb eliminatòries a partit únic. A més també hi juga el campió de la lliga japonesa com a representant del país amfitrió.
Hi ha una eliminatòria prèvia que enfrontara el campió japonès i el campió de la Confederació de Futbol d'Oceania (OFC). Els partits de quarts de final enfronten els equips de la Confederació Asiàtica de Futbol (AFC), la Confederació Africana de Futbol (CAF), la CONCACAF i el guanyador de l'eliminatòria prèvia. Els campions dels tornejos de la UEFA i la Confederació Sudamericana de Futbol (CONMEBOL) passen directament a les semifinals. Els perdedors dels quarts de final es juguen el cinquè lloc, mentre que els perdedors de les semifinals es juguen el tercer lloc.
Aquest torneig serà el primer organitzat per la FIFA on s'implementarà experimentalment tecnologia per determinar si una pilota ha traspassat la línia de gol, després que ho aprové l'International Football Association Board (IFAB) el juliol del 2012. Els dos sistemes que es provaran són el GoalRef (a l'estadi de Yokohama) i l'Ull de Falcó (a Toyota).

## Equips classificats
Els següents equips es van classificar per al torneig durant el 2011:
| Entren a les semifinals        | Entren a les semifinals                                                                   |
| ------------------------------ | ----------------------------------------------------------------------------------------- |
| Chelsea FC                     | Guanyador de la Lliga de Campions 2011-2012 de la UEFA                                    |
| Corinthians                    | Guanyador de la Copa Libertadores 2012 de la Confederació Sud-americana de Futbol         |
| Entren als quarts              |                                                                                           |
| CF Monterrey                   | Guanyador de la Champions League de la CONCACAF 2011-12 de la CONCACAF                    |
| Ulsan Hyundai                  | Guanyador de la Lliga de Campions d'Àsia 2012 de la Confederació Asiàtica de Futbol       |
| Al-Ahly                        | Guanyador de la Lliga de Campions d'Àfrica 2012 de la Confederació Africana de Futbol     |
| Juguen una eliminatòria prèvia |                                                                                           |
| Auckland City FC               | Guanyador del Campionat de Clubs d'Oceania 2011-12 de la Confederació de Futbol d'Oceania |
| Sanfrecce Hiroshima            | Guanyador de la lliga japonesa                                                            |

## Seus
Aquests són els dos estadis on es jugarà el Mundial:
| Toyota Stadium                                                 | Estadi International de Yokohama                       |
| 35° 05′ 05″ N, 137° 10′ 15″ E / 35.08472°N,137.17083°E         | 35° 30′ 35″ N, 139° 36′ 20″ E / 35.50972°N,139.60556°E |
| Capacitat: 45.000                                              | Capacitat: 72.327                                      |
| Toyota Stadium                                                 | Estadi Internacional de Yokohama                       |
| ToyotaYokohamaCampionat del Món de Clubs de futbol 2012 (Japó) |                                                        |

## Quadre de competició
|  | Prèvia                    | Prèvia                  |                           |       | Quarts de final        | Quarts de final        |             |             | Semifinals | Semifinals |  |  | Final                     | Final                     |
|  | 6 de desembre – Yokohama  |                         |                           |       |                        |                        |             |             |            |            |  |  |                           |                           |
|  | Hiroshima                 | 1                       |                           |       | 9 de desembre – Toyota | 9 de desembre – Toyota |             |             |            |            |  |  |                           |                           |
|  | Hiroshima                 | 1                       |                           |       | 9 de desembre – Toyota | 9 de desembre – Toyota |             |             |            |            |  |  |                           |                           |
|  | Auckland C.               | 0                       |                           |       | Hiroshima              | 1                      |             |             |            |            |  |  |                           |                           |
|  | Auckland C.               | 0                       | 12 de desembre – Toyota   |       | Hiroshima              | 1                      |             |             |            |            |  |  |                           |                           |
|  |                           |                         |                           |       | Al-Ahly                | 2                      |             |             |            |            |  |  |                           |                           |
|  | Al-Ahly                   | 0                       |                           |       | Al-Ahly                | 2                      |             |             |            |            |  |  |                           |                           |
|  | Al-Ahly                   | 0                       |                           |       |                        |                        |             |             |            |            |  |  |                           |                           |
|  |                           |                         | Corinthians               | 1     |                        |                        |             |             |            |            |  |  |                           |                           |
|  |                           |                         | Corinthians               | 1     |                        |                        |             |             |            |            |  |  |                           |                           |
|  |                           |                         | 16 de desembre – Yokohama |       |                        |                        |             |             |            |            |  |  |                           |                           |
|  |                           |                         |                           |       |                        |                        |             |             |            |            |  |  |                           |                           |
|  | Corinthians               | 1                       |                           |       |                        |                        |             |             |            |            |  |  |                           |                           |
|  | Corinthians               | 1                       | 9 de desembre – Toyota    |       |                        |                        |             |             |            |            |  |  |                           |                           |
|  |                           | Chelsea FC              | 0                         |       |                        |                        |             |             |            |            |  |  |                           |                           |
|  |                           |                         | 0                         | Ulsan | 1                      |                        |             |             |            |            |  |  |                           |                           |
|  | 13 de desembre – Yokohama |                         |                           | Ulsan | 1                      |                        |             |             |            |            |  |  |                           |                           |
|  |                           | Monterrey               | 3                         |       |                        |                        |             |             |            |            |  |  |                           |                           |
|  | CF Monterrey              | Monterrey               | 3                         | 1     |                        |                        |             |             |            |            |  |  |                           |                           |
|  | CF Monterrey              | Cinquè lloc             | Cinquè lloc               | 1     |                        |                        | Tercer lloc | Tercer lloc |            |            |  |  |                           |                           |
|  |                           | Cinquè lloc             | Cinquè lloc               |       | Chelsea FC             | 3                      | Tercer lloc | Tercer lloc |            |            |  |  |                           |                           |
|  | Hiroshima                 | 3                       | Al-Ahly                   | 0     | Chelsea FC             | 3                      |             |             |            |            |  |  |                           |                           |
|  | Hiroshima                 | 3                       | Al-Ahly                   | 0     |                        |                        |             |             |            |            |  |  |                           |                           |
|  | Ulsan                     | 2                       | Monterrey                 | 2     |                        |                        |             |             |            |            |  |  |                           |                           |
|  | Ulsan                     | 2                       | Monterrey                 | 2     |                        |                        |             |             |            |            |  |  |                           |                           |
|  | 12 de desembre – Toyota   | 12 de desembre – Toyota |                           |       |                        |                        |             |             |            |            |  |  | 16 de desembre – Yokohama | 16 de desembre – Yokohama |

## Partits
Les hores corresponen al fus JST, Japan Standard Time (UTC+09:00). Per saber l'hora equivalent al fus de Barcelona (UTC+01:00), cal restar-n'hi 8.

### Eliminatòria prèvia
| Sanfrecce Hiroshima | 1-0   | Auckland City FC |
| ------------------- | ----- | ---------------- |
| Aoyama 66'          | Fitxa |                  |

### Quarts de final
| Ulsan Hyundai FC | 1-3   | CF Monterrey                 |
| ---------------- | ----- | ---------------------------- |
| Lee Keun-Ho 88'  | Fitxa | Corona 9' · Delgado 77', 84' |

| Sanfrecce Hiroshima | 1-2   | Al-Ahly SC                |
| ------------------- | ----- | ------------------------- |
| Satō 32'            | Fitxa | Hamdy 15' · Aboutrika 57' |

### Partit pel cinquè lloc
| Ulsan Hyundai FC                     | 2-3   | Sanfrecce Hiroshima           |
| ------------------------------------ | ----- | ----------------------------- |
| Mizumoto 17' (p.p.) · Lee Yong 90+5' | Fitxa | Yamagishi 35' · Satō 56', 72' |

### Semifinals
| Al-Ahly SC | 0-1   | SC Corinthians |
| ---------- | ----- | -------------- |
|            | Fitxa | Guerrero 30'   |

| CF Monterrey    | 1-3   | Chelsea FC                              |
| --------------- | ----- | --------------------------------------- |
| De Nigris 90+1' | Fitxa | Mata 17' · Torres 46' · Chávez 48' (pp) |

### Final de consolació
| Al-Ahly | 0-2   | CF Monterrey            |
| ------- | ----- | ----------------------- |
|         | Fitxa | Corona 3' · Delgado 66' |

### Final
| SC Corinthians | 1-0   | Chelsea FC |
| -------------- | ----- | ---------- |
| Guerrero 69'   | Fitxa |            |

## Golejadors
Golejadors del Campionat:
|   | Golejador           | Club                | Gols |
| - | ------------------- | ------------------- | ---- |
| 1 | César Delgado       | CF Monterrey        | 3    |
| 1 | Hisato Satō         | Sanfrecce Hiroshima | 3    |
| 2 | Paolo Guerrero      | Corinthians         | 2    |
| 2 | Jesús Manuel Corona | CF Monterrey        | 2    |
| 3 | Mohamed Aboutrika   | Al-Ahly             | 1    |
| 3 | Al-Sayed Hamdy      | Al-Ahly             | 1    |
| 3 | Juan Mata           | Chelsea FC          | 1    |
| 3 | Fernando Torres     | Chelsea FC          | 1    |
| 3 | Aldo de Nigris      | CF Monterrey        | 1    |
| 3 | Toshihiro Aoyama    | Sanfrecce Hiroshima | 1    |
| 3 | Satoru Yamagishi    | Sanfrecce Hiroshima | 1    |
| 3 | Lee Keun-Ho         | Ulsan Hyundai       | 1    |
| 3 | Lee Yong            | Ulsan Hyundai       | 1    |

En pròpia porta
- Hiroki Mizumoto (Sanfrecce Hiroshima, en benefici de l'Ulsan Hyundai)
- Dárvin Chávez (CF Monterrey, en benefici del Chelsea FC)

### Classificació final
| Pos | Equip               | Confederació | PJ | PG | PE | PP | GF | GC | DG |
| --- | ------------------- | ------------ | -- | -- | -- | -- | -- | -- | -- |
| 1   | Corinthians         | CONMEBOL     | 2  | 2  | 0  | 0  | 2  | 0  | +2 |
| 2   | Chelsea FC          | UEFA         | 2  | 1  | 0  | 1  | 3  | 2  | +1 |
| 3   | CF Monterrey        | CONCACAF     | 3  | 2  | 0  | 1  | 6  | 4  | +2 |
| 4   | Al-Ahly             | CAF          | 3  | 1  | 0  | 2  | 2  | 4  | −2 |
| 5   | Sanfrecce Hiroshima | AFC          | 3  | 2  | 0  | 1  | 5  | 4  | +1 |
| 6   | Ulsan Hyundai       | AFC          | 2  | 0  | 0  | 2  | 3  | 6  | −3 |
| 7   | Auckland City FC    | OFC          | 1  | 0  | 0  | 1  | 0  | 1  | −1 |

## Premis Individuals
| Pilota d'Or (Millor Jugador del Torneig) | Cássio         | Corinthians  |
| Pilota de Plata                          | David Luiz     | Chelsea FC   |
| Pilota de Bronze                         | Paolo Guerrero | Corinthians  |
| Premi al Fair play                       | CF Monterrey   | CF Monterrey |